# Radicaal 36
Van de in totaal 214 Kangxi-radicalen heeft radicaal 36 de betekenis avond en zonsondergang. Het is een van de eenendertig radicalen die bestaat uit drie strepen.
In het Kangxi-woordenboek zijn er 34 karakters die dit radicaal gebruiken.

## Karakters met het radicaal 36

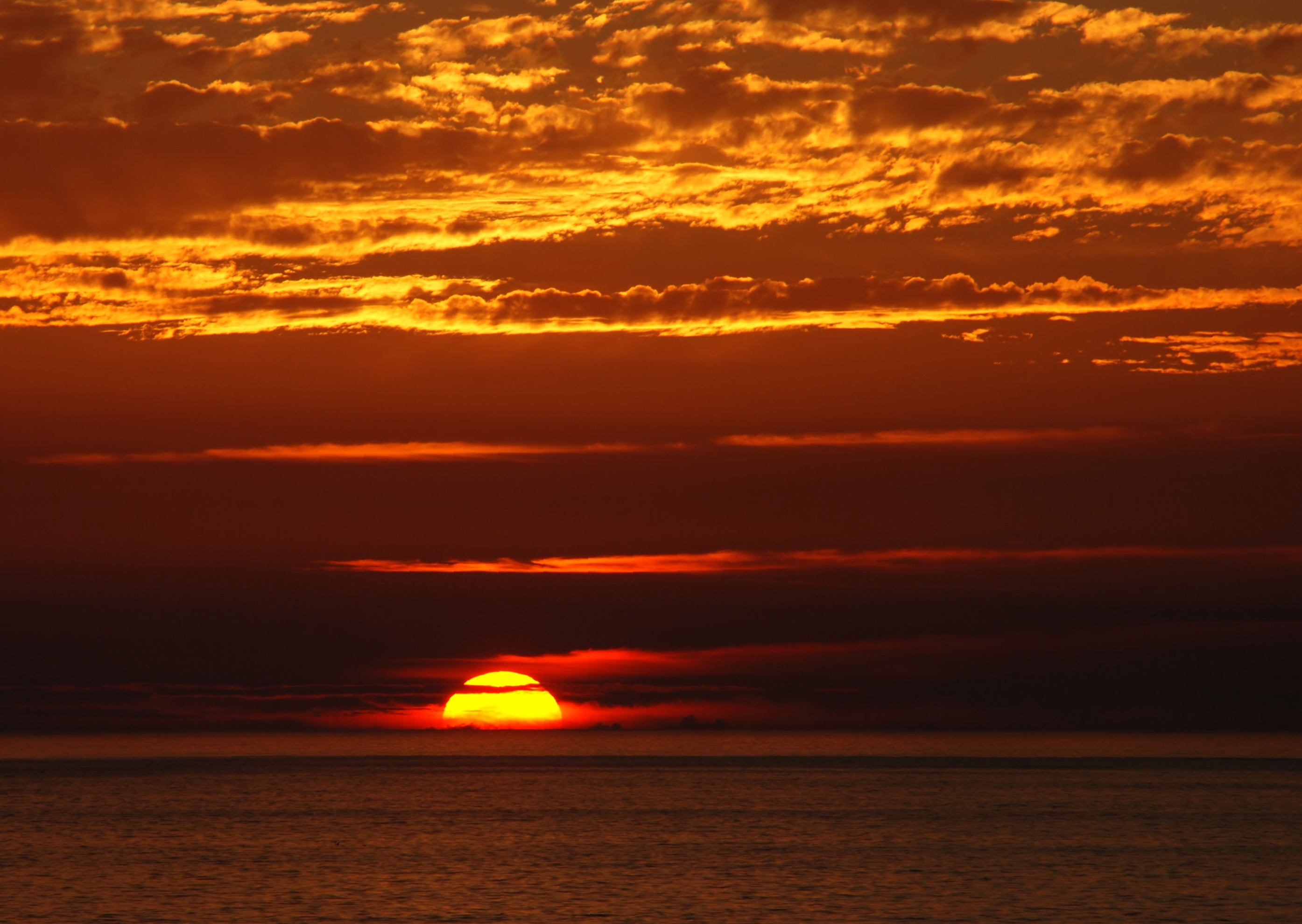
Zonsondergang bij Porto Covo aan de westkust van Portugal.

| Strepen | Karakter    |
| ------- | ----------- |
| + 0     | 夕          |
| + 2     | 外 夗 夘    |
| + 3     | 夙 多 夛    |
| + 5     | 夜 夝       |
| + 7     | 夞 够       |
| + 8     | 夠 梦       |
| + 9     | 夡          |
| + 11    | 夢 夣 夤 夥 |

Orakelbotkarakter
Bronskarakter
Groot zegelkarakter
Klein zegelkarakter